# Kamtandhajar
Kamtandhajar (Hexanchidae) är en familj av hajar. Enligt Dyntaxa ingår kamtandhajar i ordningen kamtandhajartade hajar inom klassen broskfiskar. Enligt Catalogue of Life omfattar familjen Hexanchidae 4 arter och boken Världens hajar listar 5 arter.
Släkten enligt Catalogue of Life och Dyntaxa:
- Heptranchias
- Hexanchus
- Notorynchus

Det svenska trivialnamnet syftar på att arternas tanduppsättning liknar en kam i utseende. Tänderna i övre käken är mindre än tänderna i underkäken. Antalet gälspringor varierar mellan 6 och 7. Individernas längd är maximal fyra meter. Dessa hajar har bara en fena på ryggen och stjärtfenan har en tydlig inbuktning nära spetsen.
Arterna förekommer i Atlanten, Indiska oceanen och Stilla havet. Kamtandhajar vistas vanligen i djupa havsområden. Ibland besöker kohajen (Notorynchus cepedianus) grunda områden vid Afrikas södra udde. Individerna jagar stora byten som andra fiskar (inklusive andra hajar och rockor) och kräftdjur. Dessutom ingår kadaver i födan.